# Nanggong Haengjŏk
Nanggong Haengjŏk (ur. 832, zm. 916) – koreański mistrz sŏn, uczeń mistrza T'onghyo Pŏmila.

## Życiorys
Jego rodowym nazwiskiem było Choe.
Pierwotnie studiował Sutrę Awatamsakę w klasztorze Haein na górze Kaya. Jednak potem został uczniem znanego mistrza sŏn Pŏmila w jego klasztorze na górze Sagul.
Jak wielu praktykujących sŏn udał się w 870 r. do Chin. W Chinach przebywał na górze Wutai i praktykował u mistrza chanu Shishuanga Qingzhu (807–888). Był pierwszym koreańskim mnichem z Silli, który studiował chan pod kierunkiem tego mistrza. W 875 roku udał się Syczuanu i tam złożył hołd w świątyni słynnego koreańskiego mistrza działającego w Chinach Jingzhonga Wuxianga, znajdującej się w klasztorze Jingzhong. Złożył także hołd Szóstemu Patriarchowi Huinengowi w jego stupie w klasztorze Nanhua. 
Do Korei powrócił w 885 r. W 915 roku z rozkazu króla osiadł w klasztorze Silje na górze Nam, z którego uczynił klasztor sŏn. Nauczał także w klasztorach Sŏngnam i Ŏnyang.
Został opatem klasztoru Kunja. Był także przedstawiony na królewskim dworze za panowania króla Hyogonga. Uczył króla sztuki zarządzania państwem. Otrzymał tytuł Narodowego Mistrza.

## Linia przekazu Dharmy zen
Pierwsza liczba oznacza liczbę pokoleń mistrzów od 1 Patriarchy indyjskiego Mahakaśjapy.
Druga liczba oznacza liczbę pokoleń od 28/1 Bodhidharmy, 28 Patriarchy Indii i 1 Patriarchy Chin.
Trzecia liczba oznacza początek nowej linii przekazu w danym kraju.
- 36/9 Yaoshan Weiyan (761-834)
  - 37/10/1 T'onghyo Pŏmil (810-889) szkoła sagul – Korea
    - 38/11/2 Nangwŏn Kaech'ŏng (854-930)
    - 38/11/2 Nanggong Haengjŏk (832–916)
      - 39/12/3 Sinjong (bd)
      - 39/12/3 Chuhae (bd)
      - 39/12/3 Imŏm (bd)